# Кучук (Благовещенский район)
Кучук — упразднённый в 2010 году разъезд в Благовещенском районе Алтайского края России. Входил в состав Яготинского сельсовета.

## География
Располагался к северо-западнее озера Кучукское, у бывшего одноимённого разъезда Западно-Сибирской железной дороги, на расстоянии примерно 6 километров (по прямой) к юго-западу от села Яготино.

## История
Возник в 1953 году в связи со строительством железнодорожного разъезда Кучук на линии Барнаул — Кулунда.
Исключён из учётных данных в 2010 году.

## Население
| 2002 | 2010 |
| ---- | ---- |
| 21   | ↘0   |

## Транспорт
Местность доступна железнодорожным и автомобильным транспортом (по автодороге 01К-16).